# Wälzlagerimpedanz
Die elektrische Impedanz von Wälzlagern ist für messtechnische Anwendungen und die Modellierung schädlicher Lagerströme in umrichtergespeisten elektrischen Antrieben wichtig.

## Elektrisches Verhalten von Wälzlagern
Das elektrische Verhalten eines Wälzlagers hängt von den Schmierungszuständen in den Kontakten zwischen Wälzkörper und Laufbahnen ab.

### Elektrisches Verhalten eines EHD-Kontakt

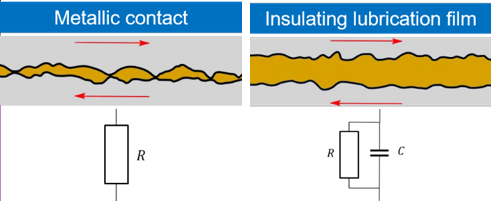
Elektrische Modellierung bei metallischem Kontakt und bei voll ausgebildetem Schmierfilm

Das elektrische Analogiemodell eines geschmierten tribologischen Kontakts bei Grenzreibung und Mischreibung ist ein ohm’scher Widerstand, da der Strom direkt durch den metallischen Kontakt der Rauheitsspitzen fließt. Im Fall eines hydrodynamischen bzw. elastohydrodynamischen Kontakts sind die Kontaktflächen vollständig durch den Schmierstoff getrennt, der Wälzkontakt besitzt kapazitives Verhalten
Ein elastohydrodynamischer (EHD) Kontakt wird bei Vollschmierung als Plattenkondensator modelliert, wobei die Hertzsche Fläche als Fläche der Kondensatoren angenommen werden und die Schmierfilmdicke als Plattenabstand. Weitere Einflussfaktoren sind die Permittivität des Schmierstoffs und die Schmierfilmdicke.

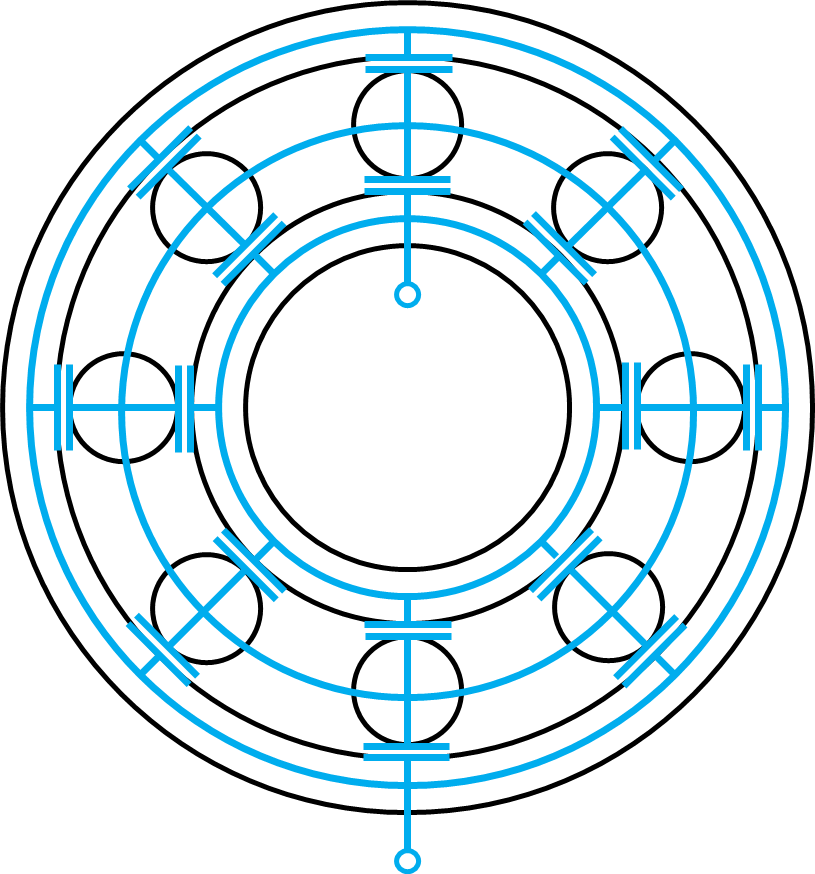
Elektrische Modellierung eines Wälzlagers durch elektrische Parallel- und Reihenschaltung der Einzelkontakte

### Elektrisches Modell eines Wälzlagers
Jeder einzelne Kontakt zwischen Wälzkörpern und Innen- bzw. Außenring weist eine unterschiedliche Impedanz aus, da sich auch die Belastung der Wälzkörper und die Schmierfilmdicke unterscheiden. Das elektrische Analogiemodell eines Wälzlagers kann als Reihen- und Parallelschaltung aller Kontakte modelliert werden.

## Anwendungen in der Praxis
Die Betrachtung der elektrischen Eigenschaften von Wälzlagern gewinnt Mitte der 1990er Jahre an Relevanz, als vermehrt Publikationen zu Lagerschäden im Bereich der elektrischen Antriebstechnik erscheinen. Später gewinnt auch die sensorische Nutzung an Relevanz, um Kräfte, Schmierungszustand und Lagerschäden zu überwachen. Letztere Technologie wird kommerziell von HCP Sense, einer Ausgründung der TU Darmstadt, angeboten.

### Lagerströme
Lagerströme entstehen aufgrund von Spannungen zwischen Innen- und Außenring von Wälzlagern, insbesondere in umrichterbetriebenen elektrischen Antrieben. Sie werden in vier Stromarten kategorisiert. EDM-Lagerströme, Rotor-Erd-Lagerströme sowie Zirkular-Lagerströme gelten als lagerschädigend. Kapazitive Lagerströme werden als nicht-lagerschädigend eingestuft. Um die Ströme zu simulieren, wird das Welle-Lager-System elektrisch modelliert, wobei die Impedanz der Wälzlager ein wichtiger Modellbestandteil ist.

### Überwachung der Schmierung
Nur wenn ein Wälzlager korrekt geschmiert ist, läuft es verschleißarm und sicher. Das bedeutet, dass ein vollständig ausgebildeter Schmierfilm vorliegen muss, welcher die metallischen Kontaktpartner innerhalb des Lagers voneinander trennt. Ist dies nicht der Fall, kommt es zu direktem Kontakt, der das Lager schnell verschleißen lässt und zu Schäden führt.
Nach dem in 1.1. vorgestellten Modell besitzt ein Wälzlager bei metallischem Kontakt einen geringen ohm’schen Widerstand, bei Vollschmierung ist der Widerstand deutlich höher und das Verhalten ist kapazitiv. Aufgrund diese physikalischen Effektes ist die Impedanzmessung zur Schmierungsdiagnose geeignet.
Durch die Bestimmung des Zeitanteils von metallischem Kontakt als PCT-Wert (engl. „Percent Contact TIme“) kann die Schmierung präzise diagnostiziert werden.

### Kraftmessung
Neben der Aussage über die vorliegenden Schmierungsverhältnisse kann mit der Impedanzmessung an Wälzlagern eine Aussage über am Lager anliegende Kräfte getroffen werden. Dabei wird der Zusammenhang zwischen Belastung und elektrischem Verhalten des Lagers genutzt. Je nach Belastung bildet sich aufgrund der Hertz’schen Pressung eine unterschiedliche Schmierfilmdicke und eine unterschiedliche Kondensatorfläche aus. Die Abhängigkeit der Hertz´schen Pressung von der Belastung ermöglicht es, durch die Messung der Impedanz Rückschlüsse auf vorliegende Prozesskräfte zu ziehen.

### Condition Monitoring
Über die Impedanzmessung kann auch der Verschleißprozess eines Wälzlagers überwacht werden. Während der Überrollung eines mechanischen Oberflächenschadens ändert sich die Impedanz. Erste Veränderungen des Signals treten schon kurz vor einem Schaden auf, was eine Früherkennung ermöglicht. Auch der Schadensfortschritt kann überwacht werden.